# Hùng Đại Lâm
Hùng Đại Lâm (sinh ngày 10 tháng 10 năm 1980) là nữ diễn viên, người mẫu Hồng Kông. Sinh ra tại Nam Kinh, Trung Quốc nhưng cô bắt đầu xuất hiện nhiều trên các sàn diễn thời trang và chủ yếu hoạt động tại thị trường người mẫu Hồng Kông từ năm 2006. Cô nhanh chóng trở thành người mẫu hàng đầu và thử sức với điện ảnh vào năm 2008.
Hùng Đại Lâm từng được biết đến là người yêu của nam ca sĩ nổi tiếng Quách Phú Thành, một trong những "Tứ đại thiên vương" của Hồng Kông. Cô cũng nổi tiếng trong giới người mẫu là người có khuôn ngực đẹp.
Báo giới Hồng Kông năm 2009 công bố Hùng Đại Lâm đứng thứ 4 trong những người mẫu được trả thù lao cao nhất tại Đại Lục, thứ 3 là người mẫu Lạc Cơ Nhi, thứ 2 là siêu mẫu Đỗ Quyên, vị trí thứ nhất thuộc về siêu mẫu Đài Loan Lâm Chí Linh (#1).

## Tiểu sử
Hùng Đại Lâm sinh ra tại Nam Kinh, quê gốc ở Quý Châu, Trung Quốc. Cô tốt nghiệp ngành thiết kế trang phục và biểu diễn nghệ thuật của Đại học Tô Châu.
Năm 2002, cô dự định đính hôn với nam diễn viên Quách Phú Thành nhưng cha cô lại mắc bệnh ung thư gan nên kế hoạch phải hủy bỏ. Cha cô qua đời vào tháng 1 năm 2013.

## Sự nghiệp
Năm 1999, cô tới Thượng Hải phát triển sự nghiệp và giành vị trí thứ 2 trong cuộc thi "Người mẫu toàn quốc" tại Trung Quốc. Năm 2002, cô nhận giải "Người mẫu xuất sắc nhất" và "10 Người mẫu hàng đầu Trung Quốc".
Trong những năm gần đây, Hùng Đại Lâm sang Hồng Kông đóng phim trong đó có bộ phim giành giải thưởng phim của Hồng Kông như Diệp Vấn cùng với Chân Tử Đan. Sau đó là các phim như Hoa Điền Hỷ Sự năm 2010 và Diệp Vấn 2.

## Danh sách phim
| Điện ảnh    | Điện ảnh                          | Điện ảnh          | Điện ảnh    |
| Năm         | Phim                              | Vai               | Ghi chú     |
| ----------- | --------------------------------- | ----------------- | ----------- |
| 2003        | Welcome to Destination Shanghai   |                   |             |
| 2008        | Diệp Vấn                          | Trương Vĩnh Thành | vợ Diệp Vấn |
| 2009        | Ái tử đa tình                     | Người phụ nữ cao  |             |
| 2010        | Hoa Điền Hỷ Sự 2010               | Wong Ying         |             |
| 2010        | Diệp Vấn 2                        | Trương Vĩnh Thành | vợ Diệp Vấn |
| 2010        | Cô nàng ngổ ngáo 2                |                   |             |
| 2011        | Hoa Điền Hỷ Sự 2011               | Victoria Lee      |             |
| 2012        | Hoa Điền Hỷ Sự 2012               |                   |             |
| 2012        | Đàn ông như quần áo               |                   |             |
| 2013        | Khách sạn Trăm Sao                |                   |             |
| 2014        | Xin chào em bé                    |                   |             |
| 2015        | Diệp Vấn 3                        | Trương Vĩnh Thành | vợ Diệp Vấn |
| Truyền hình |                                   |                   |             |
| Năm         | Tựa đề                            | Vai               | Ghi chú     |
| 2009        | Beautiful Cooking II              | Khách mời         | Tập 7       |
| 2011        | Nữ hoàng vật chất                 | Lâm Sở Mạn        |             |
| 2015        | China's Next Top Model, Mùa thi 5 |                   | Giám khảo   |
| 2022        | Danh tiếng gia tộc                | Diệp Thể Vi       |             |